# التهاب ملتحمه
التهاب ملتحمه یا کنژنکتیویت (به انگلیسی: Conjunctivitis) یا قرمزی چشم التهاب در چشم است که به دلیل عفونی یا غیر عفونی رخ می‌دهد. ملتحمه (Conjunctiva) غشاء نازک و شفافی است که روی سفیدی چشم (صلبیه) و سطح داخلی پلک‌ها را پوشانده‌است.

## انواع کنژنکتیویت
قرمزی چشم در التهاب ملتحمه، از میان انواع غیرعفونی، شایع‌ترین نوع کنژنکتیویت نوع حساسیتی یا آلرژیک است. این مشکل در افرادی که حساسیت فصلی دارند نیز دیده می‌شود و ممکن است بر اثر حساسیت به موادی از قبیل مواد آرایشی، عطر یا داروها نیز رخ دهد. این نوع از کنژنکتیویت مسری نیست.
نوع عفونی کنژنکتیویت بر دو نوع است. نوع ویروسی که عامل بیماری ویروس بوده و معمولاً با یک سرماخوردگی و گلودرد همراه است. نوع دوم یا کنژنکتیویت ناشی از باکتری (باکتریال) معمولاً بر اثر آلودگی با باکتری‌هایی نظیر استافیلوکوک و استرپتوکوک ایجاد می‌شود و شدت آن به نوع و گونهٔ باکتری بستگی دارد.

## علائم و نشانه‌های کنژنکتیویت
بارزترین علامت کنژنکتیویت قرمزی چشم بر اثر التهاب است. علائم انواع کنژنکتیویت را می‌توان به صورت زیر خلاصه کرد:
کنژنکتیویت آلرژیک: هر دو چشم را درگیر کرده و سبب خارش و قرمزی همراه با اشک‌ریزش و تورم پلک‌ها می‌شود. بیمار ممکن است به دلیل حساسیت آبریزش بینی هم داشته باشد.
کنژنکتیویت ویروسی: معمولاً با درگیری یک چشم شروع شده و ممکن است در ادامه چشم دیگر را نیز درگیر کند. علائم دیگر شامل اشک‌ریزش شدید، ترشح آبکی و قرمزی چشم هستند.
کنژنکتیویت باکتریال (میکروبی): هر دو چشم را درگیر کرده و سبب ترشح غلیظ می‌شود که ممکن است به‌خصوص هنگام بیدار شدن از خواب سبب چسبیدن پلک‌ها به هم شود. علائم دیگر عبارت‌اند از: تورم ملتحمه، قرمزی و اشک‌ریزش. این نوع از کنژنکتیویت معمولاً ابتدا یک چشم را درگیر می‌کند ولی به سادگی به چشم دیگر منتقل می‌شود.

## تشخیص
کنژنکتیویت معمولاً در یک معاینه ساده چشم‌پزشکی با استفاده از Slit Lamp تشخیص داده می‌شود. در بعضی از موارد چشم‌پزشک ممکن است برای تشخیص نوع باکتری عامل کنژنکتیویت ترشحات چشم را برای کشت به آزمایشگاه بفرستد.

## پیشگیری
از آنجا که انواع ویروسی و باکتریال کنژنکتیویت مسری بوده و به راحتی منتقل می‌شوند، پیشگیری نقش بسیار مهمی در جلوگیری از انتقال آلودگی به چشم دیگر بیمار و نیز افراد دیگر دارد. برای پیشگیری مؤثر توجه به نکات زیر لازم است:
شستن مرتب دست‌ها و خودداری از مالیدن چشم. آلودگی در بسیاری از موارد بر اثر خاراندن چشم درگیر و انتقال از طریق دست آلوده اتفاق می‌افتد، استفاده نکردن از حولهٔ مشترک، استفاده نکردن از لوازم آرایشی مشترک نظیر خط چشم و سایهٔ چشم، استفاده نکردن از قطره‌های چشمی مشترک، شنا نکردن (بعضی از باکتری‌ها می‌توانند از طریق آب منتقل شوند)، عدم استفادهٔ مجدد از دستمال جهت پاک کردن چشم. بهتر است از دستمال کاغذی و به صورت یک بار مصرف استفاده شود.

## درمان
کنژنکتیویت آلرژیک: کمپرس سرد و استفاده از اشک مصنوعی در موارد خفیف، کمک‌کننده است. در موارد شدیدتر ممکن است از داروهای ضدالتهاب غیراستروئیدی و آنتی‌هیستامین استفاده شود. در بعضی از بیمارانی که دائماً کنژنکتیویت آلرژیک دارند ممکن است از قطره‌های استروئیدی نیز استفاده شود.
کنژنکتیویت ویروسی: نوع ویروسی بیماری مانند سرماخوردگی درمان خاصی ندارد و معمولاً برای آن داروی خاصی تجویز نمی‌شود ولی علائم بیماری را می‌توان با استفاده از کمپرس سرد و اشک مصنوعی کاهش داد. در موارد خیلی شدید نیز می‌توان از قطره‌های استروئیدی برای کاهش التهاب استفاده کرد. کنژنکتیویت ویروسی معمولاً ظرف سه هفته بهبود می‌یابد.
کنژنکتیویت باکتریال: معمولاً با استفاده از قطره‌ها یا پمادهای آنتی‌بیوتیک درمان می‌شود.